# Perjiva namkumensis
Perjiva namkumensis är en stekelart som beskrevs av Jonathan och Gupta 1973. Perjiva namkumensis ingår i släktet Perjiva och familjen brokparasitsteklar. Inga underarter finns listade i Catalogue of Life.